# 吳淞鐵路

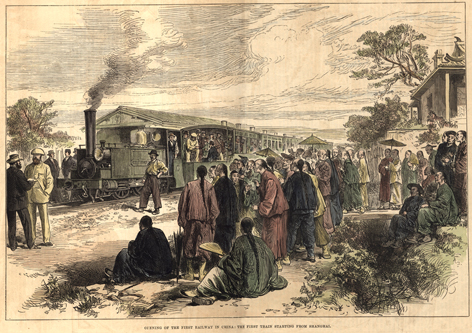
吳淞鐵路通车绘画

吳淞鐵路，是一条于19世纪70年代修建，連接上海至吳淞的铁路，為中国第一条近代化铁路和中國第一條載客鐵路。於1876年由英國商人未經批准下建造，通車16個月後被清朝官員以28萬5千兩白銀購入後拆除。后来修建的淞沪铁路是按图索骥，沿着吴淞铁路旧线修建而成，因此一定程度上吴淞铁路是淞沪铁路的前身。

## 概览
吴淞铁路是一条轻便窄轨铁路，全长14.5公里，轨距宽0.762米。路基约宽4.6米，高1米。使用轻型钢轨每米重13公斤，枕木长1.4米，宽约15厘米。沿线桥梁均为木结构，有跨越小河木桥15座，涵渠20座。铁路与其他道路交叉处大都设有平交过道，两侧道口设有防护栅栏，全线道口约50处。全线设旅客乘降车站3处，即上海站、江湾站和吴淞站。站屋为木结构，共2间，一为票房，一为行李房、值班室。站内建有单侧式月台，长约50米。

## 历史

### 背景
早在1825年，英國便建成世界上第一條投入商業營運的鐵路——史托頓及達靈頓鐵路（Stockton and Darlington Railway）。林則徐於1839年編寫的《四洲誌》、魏源于1844年编写的《海國圖誌》、以及徐继畬的《瀛環志略》，都記載了歐洲各國建設鐵路的情況。當中写于1848年的《瀛環志略》，記載了「造火輪車，以石鋪路，熔鐵為路，以速其行」。1849年7月，《中国丛报》上刊登了一篇鼓吹在中国修建铁路以扩展外国贸易的文章，希望修建从上海至苏州及杭州的两条铁路，这是目前可考的西人欲在江南铺设铁路的最早记录。
清同治二年六月（1863年7月），李鴻章在上海、蘇州一帶與太平天國作戰。此时，上海27家英法洋行联名向时任钦差大臣、江苏巡抚李鸿章要求修筑上海至苏州间铁路，表示这有利于攻打太平軍，随后李鴻章把建議上報總理衙門，得到「嚴加拒絕」的回覆。
英国商人为了向清政府宣传铁路的优越性，英国商人杜蘭德（Durand）在北京宣武门外自資修建了0.5公里長的一小段窄軌“展览铁路”，虽然这条小“铁路”仅是展示铁路的原理而无实际用途，但这是铁路这一新兴事物史上首次公开出现在中国人的眼前，却令京城充满恐惧，据徐珂的《清稗类钞》记载，“英人杜兰德于同治乙丑七月，以长可里许之小铁路一条，敷于京师永宁门（宣武门）外之平地，以小汽车驶其上，迅疾如飞，京人诧为妖物。”后来步军统领衙门随即以“观者骇怪”为由急忙拆除该铁路，才平息了一场风波。

### 争取

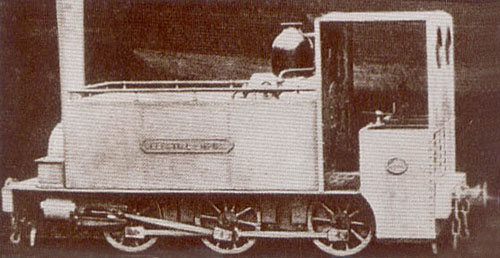
吳淞鐵路使用的天朝號機車

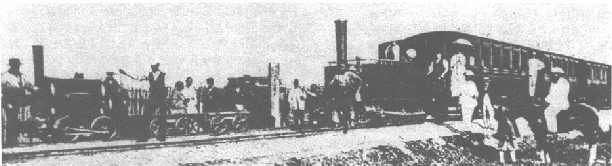
1876年的吴淞铁路

自1860年代起，在上海的英国商人一直筹备在上海租界范围至吴淞码头之间兴建铁路。由于上海租界位处黄浦江畔，而吴淞就处在黄浦江流入长江的地点；但黄浦江河道狭小，行船不便，尤其是外商的大货轮；优越的地理位置使吴淞成为一个合适的港口，它与上海租界处于黄浦江的同一边，筑路不用跨江修桥，相距也仅12英里，比沿黄浦江行船距离更近。英商认为这条铁路能在上海市中心和吴淞停泊港之间建立起迅速的陆路交通，方便货物及人员的来往运输。
1865年，一批英美商人曾将修建这条铁路的要求报请当时上海道台应宝时批准，结果反被列举了7个不可的理由，予以拒绝。1866年，英美商人通过英國駐上海領事威妥瑪，以黃浦江淤塞，大型船隻未能停靠上海、起货不便为由，向清政府总理衙门施压，議請准許修建由吳淞至上海的鐵路，以便船隻泊於吳淞，再以陸路通上海，然而总理衙门沒有批准。
经过多次请求不果之后，英美商人决定“先斩后奏”。同治十一年（1872年），美国驻上海副领事奥立维·布拉特福（Oliverb Bradford）发起修建一条从吴淞码头到上海的窄轨铁路，并获多家英国工商团体参与，未经中方同意就在上海成立了“吴淞道路公司”（Woosung Road Co.），并向上海道台沈秉成呈交了征地报告，诡称公司要修筑一条从上海市区通往吴淞的“寻常马路”。沈秉成因太平军进攻上海时，洋人保护上海有功；且又没说是修建铁路，难以直接拒绝，于是答复。上海县还奉命贴出告示，宣布“吴淞道路公司”有权建造适用于车辆通行的道路。

### 兴建
然而，沈秉成在容许修建“道路”的同时也留有后着，即吴淞道路公司需要自行解决购地问题，地方政府并不会提供协助。结果，该公司在上海向民间购买私人土地，果然遇到麻烦，业主全都索取高价，坟墓庐舍成为最大障碍。同时，修筑铁路阻断沟渠、道路，直接损害老百姓的利益，因此遭到强烈反对。尽管如此，吴淞道路公司仍然强行征购了上海至吴淞间长9.25英里（14.88公里）、宽约15码（13.7米）的土地，并于同治十二年二月（1873年3月）宣布已获得土地所有权，有权兴建“道路”。但由于征地的原因，公司面临资金短缺，故英国商人于1874年7月28日在伦敦登记成立“吴淞铁路有限公司”（Woosung Railway Co. Ltd.），接收了“吴淞道路公司”，并以英商怡和洋行作为其在华代理人。
1875年，上海英商怡和（Jardine & Matheson）以「修路」為名，取得修建「吳淞路」的准許。同年十月，從英國聘請摩利臣（G.J. Morrison）為吳淞路公司工程師。1876年1月起開始鋪軌，到了2月14日首次試車。數以千名的當地人圍觀「火車」試行，上海道台馮俊光得知消息方知上當，於是下令英商暫停興建鐵路，以便請旨再議。一個月後，英商以未聞答覆，繼續餘下的工程。同年4月，建造工程完工。7月1日，吳淞鐵路正式通車，並舉行了慶祝酒會。鐵路於翌日招待當地人免費試乘。吳淞路長約9英里（15公里），採用30英吋（0.762米）軌距，鋼軌每米重13公斤。路線上有橋樑十五座，水溝二十處。鐵路訊號使用指针式電報進行站間閉塞。

### 交涉
火車運行後引起了當地人的不滿。他們認為火車影響地方安寧，阻礙農作物及禽畜生長，破壞祖墳風水。一個月後，一名行人在8月3日被火車軋死。當地人群起阻止火車開行。在清政府官員要求下，鐵路停駛，火車司機英國人 David Banks 則被控誤殺，交英領事裁判。據他表示，火車已鳴笛示警，不明遇害人何故離開路軌後復回軌上，懷疑他是故意自殺，結果被判無罪釋放。最後英國商人和清朝官員達成協議，鐵路由清政府以二十八萬五千兩白銀購回，分一年半、三期付清。付清之前鐵路繼續營業。於是在同年12月1日，鐵路重開；並運行至1877年10月。據英商所述，該段時期內鐵路的營運一直都有盈餘。10月20日，清政府付清所有款項，最後一班火車亦於當日下午開出。

### 结局
1877年10月20日，中国赎路款项按时付清，吴淞铁路于当天下午2时正式收回。鐵路移交予清政府後，路軌即被拆除。至12月18日，铁路路轨全部拆除。路軌及機車、車輛被運往臺灣打狗港（在今高雄市），準備在當地修建鐵路。然而臺灣鐵路並未使用這批建材，設備在臺灣港岸邊地荒廢。上海站附近的路基改作普通道路，中方俗稱“铁马路”，后命名为北河南路及宝山路。
吳淞鐵路最終在拆除後二十年，即1898年重建，更名為「淞滬鐵路」，1997年再度被拆除，部分区段上方现为上海轨道交通3号线。

## 车辆
2月14日试车时使用的蒸汽機車是 Ransomes & Rapier 製造，0-4-0式的“先導號”，行駛了約四分三英里。6月12日，以0-6-0式的“天朝號”機車試車，創下時速25英里的紀錄。機車除了試車時的0-4-0式“先導號”（The Pioneer），還有“天朝號”（Celestial Empire）、“華國號”（Flowery Land）及“總督號”（Viceroy），俱為0-6-0。
运营初期每日开行列车6对，列车由6节车厢组成。1877年2月乘客增多，列车增挂至9辆，时速约25公里，全程行驶35分钟。

## 车站
全线设有蕰藻浜（Woosung Creek）、吴淞口（Woosung Bar）、江湾、上海4座车站。上海站位于三摆渡桥（今河南北路桥）西北堍，清政府赎回后改为天后宫。

## 沿革
- 1872年：美国驻上海副领事奥立维·布拉特福取得“寻常马路”修建权，吴淞道路公司成立
- 1874年7月28日：英商设立吴淞铁路公司
- 1874年12月：路基工程开工
- 1875年7月：路基工程完工
- 1875年12月20日：机车、车辆、路轨等筑路器材从英国抵达至上海
- 1876年1月20日：吴淞铁路开工，上海至江湾段开始铺轨
- 1876年6月30日：上海至江湾段竣工通车
- 1876年7月3日：线路正式营业
- 1876年8月3日：清政府电英国驻上海领事麦华佗要求停驶吴淞铁路火车
- 1876年10月24日：上海至吴淞全线通车
- 1877年10月20日：12时，吴淞铁路行驶最后一趟火车
- 1877年12月18日：铁路路轨全部拆除

## 外部連結
- 中國科普博覽：吴淞铁路粉墨登场
- 鐵路百年（页面存档备份，存于）